# Michael Penix Jr.
Michael Tarrence Penix Jr. (Tampa, 8 maggio 2000) è un giocatore di football americano statunitense che milita nel ruolo di quarterback per gli Atlanta Falcons della National Football League (NFL).

## Carriera universitaria

### Indiana
Penix iniziò la sua carriera nel college football all'Università dell'Indiana nel 2018. Vi giocò tre partite prima di rompersi il legamento crociato anteriore. In quelle partite completò 21 passaggi su 34 per 219 yard e un touchdown. Nel 2019 fu nominato titolare, ma causa di un infortunio giocò solo sei partite, completando 110 passaggi su 160 per 1.394 yard, 10 touchdown e 4 intercetti Penix fece ritorno a Indiana come titolare nel 2020. Il 30 novembre fu annunciato che avrebbe concluso la sua stagione dopo essersi rotto nuovamente il legamento crociato anteriore contro Maryland.

### Washington

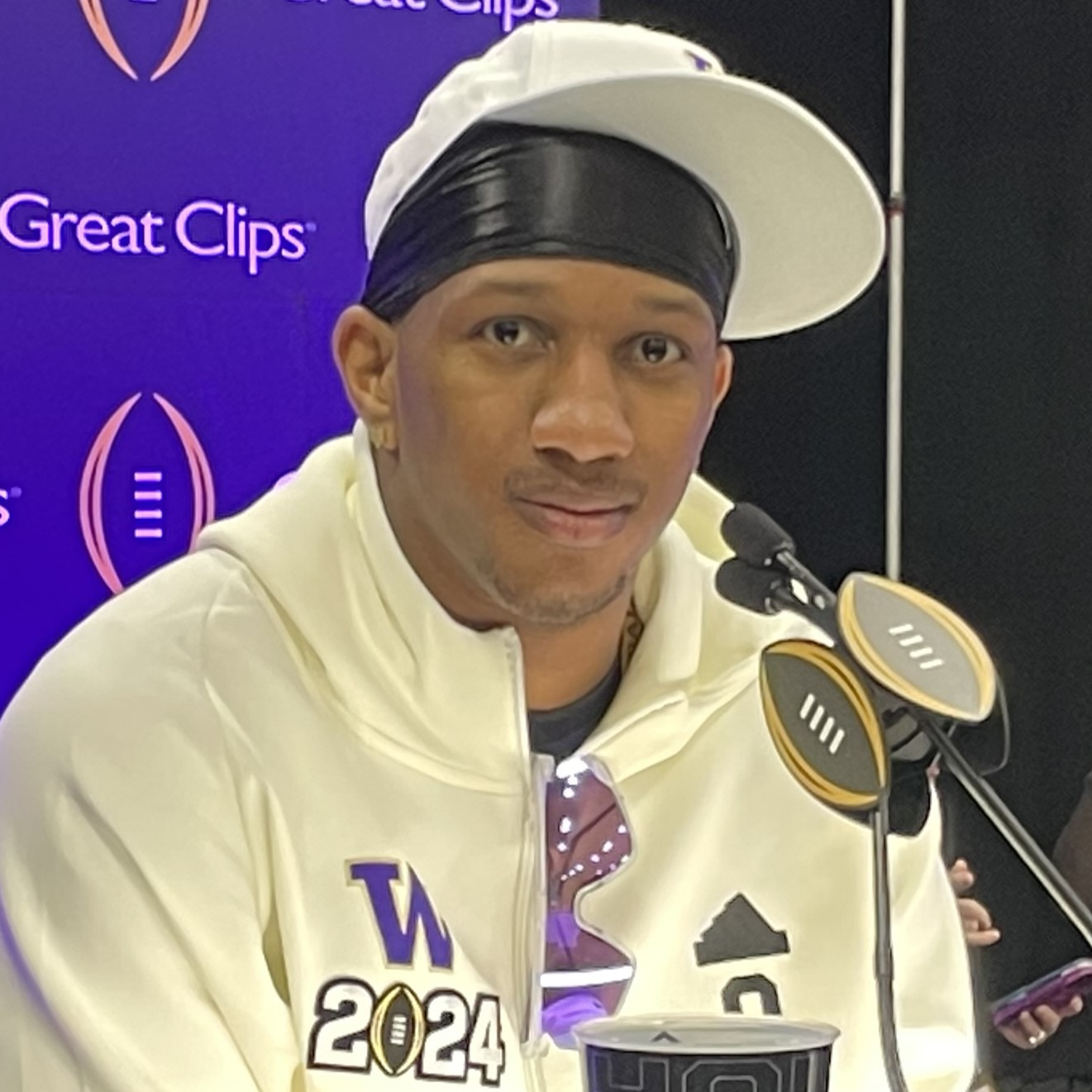
Penix nel 2024

Il 22 dicembre 2021 Penix si trasferì a Washington, e guidò gli Huskies a un record di 11-2 nel 2022. Penix guidò la FBS in yard passate quell'anno, con una media di 357 a partita. Divenne anche il leader stagionale dell'istituto con 4.641 yard durante l'Alamo Bowl. Chiuse la stagione all'ottavo posto nelle votazioni dell'Heisman Trophy e vinse il premio di Comeback Player of the Year dell'Associated Press. Il 4 dicembre Penix annunciò su Twitter che avrebbe fatto ritorno agli Huskies per la stagione 2023. Quell'anno guidò la squadra a vincere tutte le prime dieci partite per la seconda volta nella sua storia. Alla fine Washington concluse la stagione regolare da imbattuta, sconfiggendo Oregon nella finale della Pac-12 Conference, con Penix che fu premiato come miglior giocatore dell'incontro. Il 4 dicembre fu annunciato come uno dei quattro finalisti dell'Heisman Trophy, in cui si  classificò secondo dietro a Jayden Daniels. Fu il secondo finalista della storia degli Huskies dopo Steve Emtman nel 1991. Fu invece premiato con il Maxwell Award. Nei playoff gli Huskies batterono Texas, qualificandosi per la finale nazionale, persa contro Michigan.
Premi e riconoscimenti
- Maxwell Award (2023)

Statistiche al college
| 2018   | Indiana    | FBS Div. I | B1G    | 3  | 21    | 34    | 61,8 | 219    | 6,4 | 1  | 0  | 125,6 | 7   | 45  | 6,4  | 0  | 0 | 0 |
| 2019   | Indiana    | FBS Div. I | B1G    | 7  | 110   | 160   | 68,8 | 1.394  | 8,7 | 10 | 4  | 157,6 | 22  | 119 | 5,4  | 2  | 0 | 0 |
| 2020   | Indiana    | FBS Div. I | B1G    | 6  | 124   | 220   | 56,4 | 1.645  | 7,5 | 14 | 4  | 136,5 | 18  | 25  | 1,4  | 2  | 0 | 0 |
| 2021   | Indiana    | FBS Div. I | B1G    | 5  | 87    | 162   | 53,7 | 939    | 5,8 | 4  | 7  | 101,9 | 17  | -24 | -1,4 | 2  | 0 | 0 |
| 2022   | Washington | FBS Div. I | Pac-12 | 13 | 362   | 554   | 65,3 | 4.641  | 8,4 | 31 | 8  | 151,3 | 35  | 92  | 2,6  | 4  | 0 | 0 |
| 2023   | Washington | FBS Div. I | Pac-12 | 15 | 363   | 555   | 65,4 | 4.903  | 8,8 | 36 | 11 | 157,1 | 35  | 8   | 0,2  | 3  | 0 | 0 |
| Totale | Totale     | Totale     | Totale | 59 | 1.067 | 1.685 | 63,3 | 13.741 | 8,4 | 96 | 34 | 146,6 | 134 | 265 | 2,0  | 13 | 0 | 0 |

Fonte: Sports Reference

## Carriera professionistica

### Atlanta Falcons
Penix fu scelto come ottavo assoluto nel Draft NFL 2024 dagli Atlanta Falcons. Il 24 giugno 2024 Penix firmò il suo contratto da rookie: un accordo quadriennale da 22,8 milioni di dollari. Debuttó come professionista nella settimana 7 subentrando nel finale al titolare Kirk Cousins a risultato ormai compromesso contro i Seattle Seahawks, completando l'unico passaggio tentato per 14 yard. Dopo un prolungato periodo negativo di Cousins, Penix fu nominato nuovo titolare prima della gara della settimana 16. In quella partita passò 202 yard e subì un intercetto nella vittoria sui New York Giants per 34-7. Nell'ultimo turno disputò un'altra prova positiva passando 312 yard, 2 touchdown e un intercetto (sfuggito dalle mani del suo ricevitore) ma i Falcons persero per la seconda settimana consecutiva ai tempi supplementari. La sua stagione da rookie si chiuse con 775 yard passate, 3 touchdown e 3 intercetti in 5 presenze, di cui 3 come titolare.